# Willis Eugene Lamb mlajši
Willis Eugene Lamb mlajši, ameriški fizik, * 12. julij 1913, Los Angeles, Kalifornija, ZDA, † 15. maj 2008, Tucson, Arizona, ZDA.
Lamb je leta 1955 prejel Nobelovo nagrado za fiziko »za odkritja povezana s fino strukturo vodikovega spektra.«
1. 1 2  SNAC — 2010.
2. 1 2  Encyclopædia Britannica
3. ↑  Лэмб Уиллис Юджин // Большая советская энциклопедия: [в 30 т.] — 3-е изд. — Moskva: Советская энциклопедия, 1969.
4. ↑  LIBRIS — Kraljevska knjižnica Švedske, 2008.